# Meus Amigos me Chamam de Monstro
My Friends Call Me Monster (No Brasil: Meus Amigos Me Chamam de Monstro e sem edição atualmente em Portugal) é um dos livros da série Goosebumps HorrorLand.

## Resumo
Antes de se juntar a outras crianças presas em HorrorLand, Michael Munroe vai aprender algumas lições novas sobre o medo com nunca confiar em um professor que chama todo mundo "Pequenos Monstros"; ter cuidado, se o professor convida para almoçar em sua casa; e nunca, jamais confiar em um professor com um ovo de monstro gigante em seu próprio sótão - especialmente se ele está prestes a abrir!